# Angoville
Angoville est une ancienne commune française, située dans le département du Calvados en région Normandie, devenue le 1er janvier 2019 une commune déléguée au sein de la commune nouvelle de Cesny-les-Sources.
Elle est peuplée de 23 habitants.

## Géographie
Angoville est située sur la D 241, à mi-route environ entre Falaise et Thury-Harcourt (D 6).

## Toponymie
Le nom de la localité est attesté sous la forme Ansgotvilla en 1125 . 
Il s'agit d'une formation toponymique médiévale en -ville au sens ancien de « domaine rural », puis « village », appellatif précédé du nom de personne norrois Asgautr (ou vieux danois Asgot), francisé en Ansgot, Angot, Ango (italianisation du XVIe siècle), encore portés comme noms de famille normands Angot et Ango.

## Histoire
Le 1er janvier 2019, Angoville intègre avec quatre autres communes la commune de Cesny-les-Sources créée sous le régime juridique des communes nouvelles instauré par la loi no 2010-1563 du 16 décembre 2010 de réforme des collectivités territoriales. Les communes de Cesny-Bois-Halbout, Acqueville, Angoville, Placy et Tournebu deviennent des communes déléguées et Cesny-Bois-Halbout est le chef-lieu de la commune nouvelle.

## Politique et administration
| Période                                             | Période                               | Identité             | Étiquette | Qualité                   |
| --------------------------------------------------- | ------------------------------------- | -------------------- | --------- | ------------------------- |
| ?eric sohier à partir de mars 2014 jusque mars 2015 | daniel simon à partir du 4 juin 2015- | Louis-Aimable Auvray |           | Cultivateur               |
| ?                                                   | ?                                     | M. Bourdais (père)   |           |                           |
| ?                                                   | mars 2001                             | Guy Bourdais         |           |                           |
| mars 2001                                           | mars 2014                             | Daniel Simon         | SE        | Agriculteur               |
| mars 2014                                           | mars 2015                             | Éric Sohier          | SE        | Monteur, metteur au point |
| Les données manquantes sont à compléter.            |                                       |                      |           |                           |

## Démographie
En 2021, la commune comptait 23 habitants. Depuis 2004, les enquêtes de recensement dans les communes de moins de 10 000 habitants ont lieu tous les cinq ans (en 2005, 2010, 2015, etc. pour Angoville) et les chiffres de population municipale légale des autres années sont des estimations.
| 1793 | 1800 | 1806 | 1821 | 1831 | 1836 | 1841 | 1846 | 1851 |
| ---- | ---- | ---- | ---- | ---- | ---- | ---- | ---- | ---- |
| 203  | 102  | 212  | 159  | 154  | 140  | 138  | 136  | 126  |

| 1856 | 1861 | 1866 | 1872 | 1876 | 1881 | 1886 | 1891 | 1896 |
| ---- | ---- | ---- | ---- | ---- | ---- | ---- | ---- | ---- |
| 110  | 110  | 104  | 98   | 97   | 100  | 97   | 86   | 87   |

| 1901 | 1906 | 1911 | 1921 | 1926 | 1931 | 1936 | 1946 | 1954 |
| ---- | ---- | ---- | ---- | ---- | ---- | ---- | ---- | ---- |
| 80   | 80   | 71   | 71   | 54   | 50   | 60   | 44   | 53   |

| 1962 | 1968 | 1975 | 1982 | 1990 | 1999 | 2005 | 2010 | 2015 |
| ---- | ---- | ---- | ---- | ---- | ---- | ---- | ---- | ---- |
| 64   | 51   | 45   | 40   | 29   | 30   | 29   | 34   | 30   |

| 2018 | - | - | - | - | - | - | - | - |
| ---- | - | - | - | - | - | - | - | - |
| 25   | - | - | - | - | - | - | - | - |

## Économie
Activité principale : vaches laitières et culture.

## Lieux et monuments
- La fontaine Sainte-Anne qui date de 1846.
- L'église Sainte-Anne des XIIe, XIIIe et XVIIIe siècles.
- * Vestiges d'une motte féodale, à l'écart du village, à la lisière nord du bois de Saint-Clair, sur la rive sud de la Planche[11].

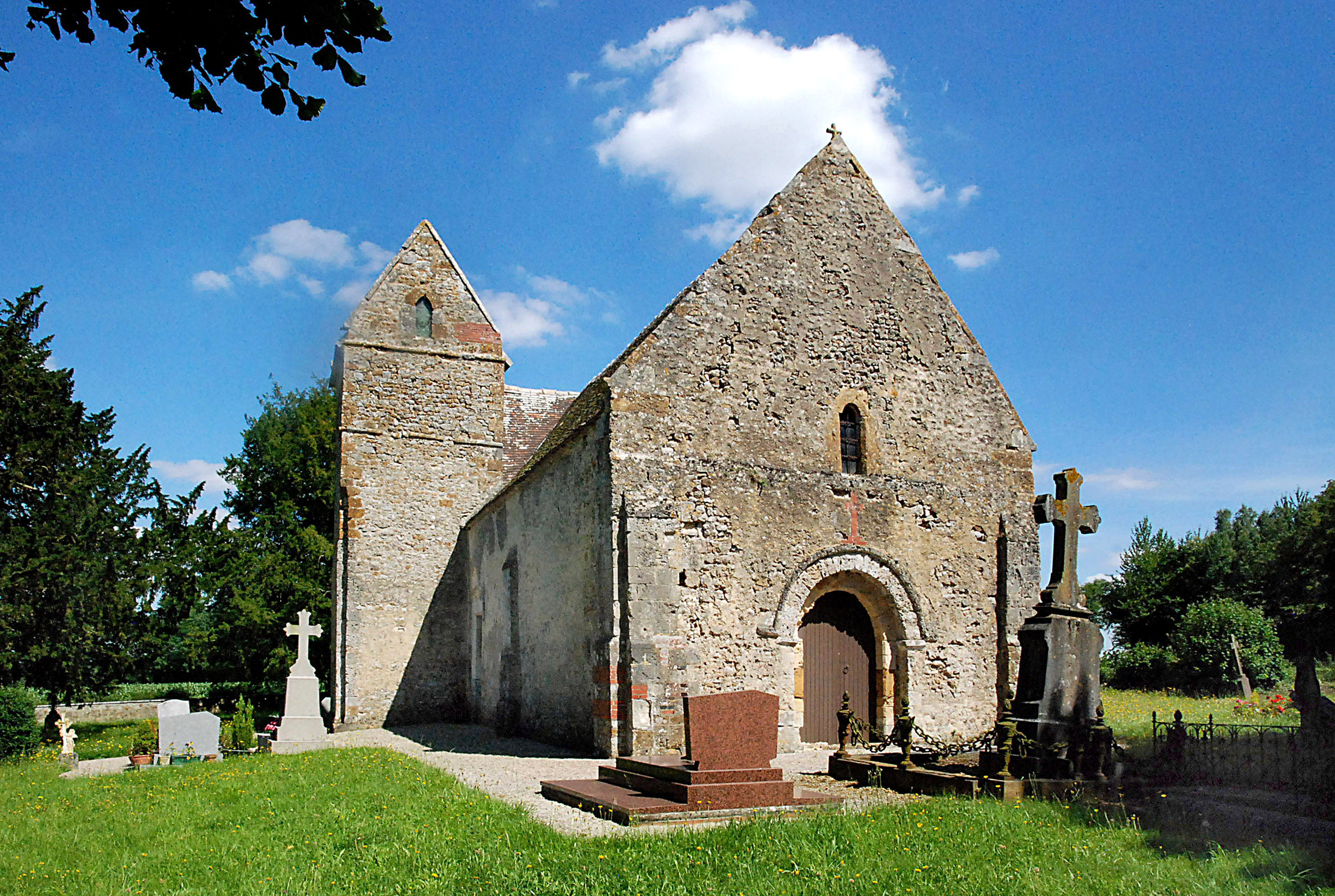
L’église Sainte-Anne. Vue nord-ouest.
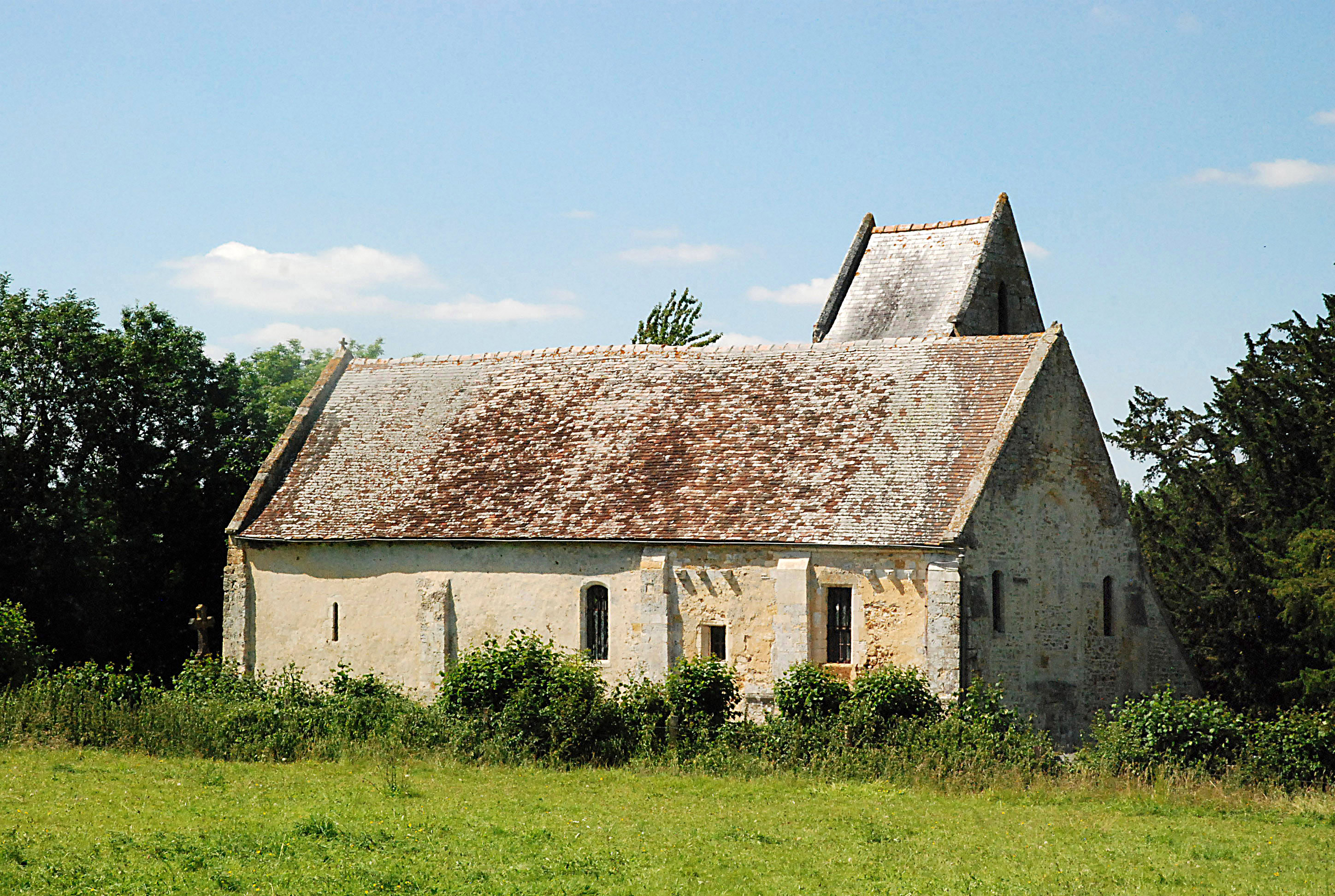
L’église Sainte-Anne. Vue sud-est.